# Llop I d'Aquitània
Llop I fou un suposat duc d'Aquitània i potser de Gascunya, de possible origen basc.
Els ducs d'Aquitània i Gascunya a la meitat del segle VII són desconeguts. Aichinà/Aighí/Amand de Gascunya va exercir segurament del 627 fins potser vers el 645 quan es produí una nova rebel·lió nacional dels vascons i després no hi ha més notícies. Una part d'Aquitània incloent Gascunya hauria format en aquest temps un ducat feudatari governat per Boggis i el seu germà Bertran, personatges que probablement mai van existir i l'existència dels quals resulta només de l'apòcrifa carta d'Alaon. I la resta d'Aquitània (Aquitània d'Austràsia) hauria tingut el seu duc o ducs. Un dels ducs d'Aquitània fou Fèlix de Tolosa, del que Llop era un dels "fideles" i al que hauria succeït vers el 670. Si Llop ja era duc d'Aquitània-Gascunya (asutrasiana) abans i va reunir els dos ducats, és només una especulació. Devic i Vaisette el consideren el duc de l'Aquitània austrasiana (Albigès, carci, Velai i Gavaldà) doncs suposen l'Aquitània de Nèustria (principalment el Tolosà, Gascunya i l'Aquitània a l'oest del Tolosà) en mans dels inexistents Boggis i Bertran (així aquest Llop no seria duc de Gascunya però els dos dominics el consideren el personatge que va presidir un concili a Bordeus a Gascunya, el que fa aquesta teoria poc probable). Un Llop amb títol de duc apareix per primer cop el 673, però ni tan sols hi ha la seguretat que es tracti del mateix personatge:
- S'esment un Llop com a duc presidint el concili de Bordeus, probablement el 673[4]

- I un duc Llop atacant la regió de Besiers el setembre del 673: avançat l'any 673 el rei visigot Vamba havia posat fi a la revolta de Paulus i estava a punt de retornar a Toledo. Llavors van córrer rumors que els francs ferien una incursió a Septimània per alliberar els rebels presoners; Vamba va desistir de retornar de moment. Segons Julià bisbe de Toledo, autor contemporani, Vamba volia declarar la guerra i atacar el primer però els nobles del seu consell li van desaconsellar perquè la pau que regnava entre francs i visigots era molt convenient pel seu regnat; això indicaria que els senyors francs que havien participat en la revolta de Paulus ho havien fet a títol personal i sense el suport, almenys oficial, del rei Khilderic II (662–675). Després d'estar un temps a la ciutat de Nimes,[5] Vamba, veient que no hi havia cap moviment franc, i que la presència de l'exèrcit visigot havia imposat la por a tota la regió, es va disposar a sortir, i just llavors va saber que un general franc atacava a la zona de Besiers que estava devastant. Vamba va sortir cap a Besiers el 7 de setembre, per enfrontar a aquest general, que era un duc de nom Llop, i es trobava acampat a Aspiran, a la vora del riu Erau (Herault) entre Pézénas i la diòcesi de Lodeva. Quan Llop va saber que el rei visigot s'acostava va aixecar el seu campament i es va retirar cap a les muntanyes precipitadament, havent d'abandonar part de l'equip per anar més ràpid, equip que va caure en mans dels visigots.

A la mort de Clotari III de Nèustria (657-673) el majordom de palau Ebroí, en mans del qual estava el poder del regne, va proclamar com a rei Teodoric III, germà petit del difunt (en realitat Ebroí tenia el poder), però finalment l'oposició de la noblesa va donar la corona a l'altra germà, Khilderic II d'Austràsia, i el majordom fou tancat al monestir de Luxeuil (674). A la mort de Khilderic II (675) va pujar al tron Teodoric III; llavors Ebroí es va escapar del monestir i es va dirigir a Austràsia on va proclamar rei un suposat fill de Clotari III amb el nom de Clodoveu III, fent saquejar les províncies que refusaven reconèixer a aquest rei titella. Es va voler estendre cap a Borgonya, i va ocupar la ciutat d'Autun on va capturar i torturar al bisbe Leodegari d'Autun i va fer matar el seu germà, senyor borgonyó de Vergy, però després va fracassar a Lió. Llavors va fer un pacte amb el rei Teodoric III, que el va nomenar majordom de palau; va fer assassinar Leudesi, fill d'Erquinoald, que exercia com a majordom del regne, i va ocupar el càrrec, i va abandonar Clodoveu III cedint la part meridional d'Austràsia on aquest havia estat reconegut a Teodoric com a rei sota el seu propi poder. Molts nobles austrasians van marxar al sud per oposar-se a Teodoric i Ebroí on foren acollits per Llop I d'Aquitània erigit en virtual cap dels rebels; Aquitània es va erigir de fet en un ducat vascoaquità separat.
Als Miracula Martialis on els fets no segueixen un estricte orde, Llop apareix combatent contra Ebroí al costat de sant Leodegari d'Autun (Léger d'Autun), erigit en campió dels drets de Teodoric III, però Leodegari va ser assetjat a la ciutat d'Autun i va haver de capitular, va ser cegat i se li van arrencar els llavis i la llengua; el germà de Leodegari, Garí o Guerí, senyor de Vergy (a Borgonya), fou executat. Leodegari va sobreviure i fins i tot va recuperar la parla (cosa que implica que la part de llavis i de llengua arrancats hauria estat reduïda), però Ebroí el va fer matar el 2 d'octubre del 678 i enterrar secretament al bosc de Sarcinium (avui dia Sus-Saint-Léger) a l'Artois (actualment a la comuna de Lucheux a Picardia), a fi i efecte que el cadàver no fos trobat.
Llop I va seguir la lluita contra Ebroí i va ser greument ferit a Llemotges el mateix 676. Després d'aquesta data la seva sort és desconeguda, però no és segur que morís aquest mateix any. El 681 Ebroí va morir a mans d'Ermenefred, un senyor al qual havia expropiat els béns.
El seu suposat successor en data incerta (vers 676/695) fou Bertran I d'Aquitània. Només la carta d'Alaon, apòcrifa, vincula a Llop per parentiu amb altres ducs d'Aquitània.